# Staatsexamen
Een staatsexamen is een eindexamen in Nederland dat niet door een school georganiseerd wordt, maar door de overheid, gerepresenteerd door de Dienst Uitvoering Onderwijs.

## Gebruik
Van deze examenvorm wordt gebruikgemaakt door een aantal groepen:
- Scholen die geen examenbevoegdheid hebben
- Individuen die niet verbonden zijn aan een school

## Plaatsen en examinering
In het verleden vonden de staatsexamens jaarlijks plaats in verschillende steden, onder meer Schiedam, Amersfoort, Amsterdam, Den Haag, Eindhoven, Groningen, Roosendaal en Arnhem. In tegenstelling tot de reguliere eindexamens bestaat de staatsexaminering van ieder vak uit het Centraal Examen en een college-examen. Het college-examen vervangt het schoolexamen. Het bestaat uit een mondeling en soms ook uit een schriftelijk examen. Het diploma dat wordt verkregen door middel van een staatsexamen is gelijkwaardig aan een diploma van een regulier examen. 
Er bestaan staatsexamens voor alle leerwegen van de middelbare school (vwo, havo en vmbo), voor Nederlands als tweede taal, alsmede voor een aantal richtingen in het hbo, zoals het staatsexamen docerend musicus dat een substituut kan zijn voor een conservatorium-examen.

## Bekende personen die staatsexamen hebben gedaan
- Johannes Martin Bijvoet (1892-1980), hoogleraar scheikunde.
- Antoine Bodar (1944), rooms-katholiek priester, kunsthistoricus en auteur van diverse theologische boeken.
- Rudolph Pabus Cleveringa (1894-1980), hoogleraar rechten.
- Vincent van Gogh (1853-1890), kunstschilder.
- Hendrik Lorentz (1853-1928), natuurkundige en winnaar van de Nobelprijs voor de Natuurkunde 1902.
- Jacques Presser (1899-1970), historicus, schrijver en dichter.
- Dirk Jan Struik (1894-2000), wiskundige en wetenschapshistoricus.
- Hilda Verwey-Jonker (1908-2004), politica en sociologe.
- Harmen de Vos (1896-1980), theoloog, filosoof en hoogleraar.

## Trivia
- In 2020 werd er, in verband met de coronapandemie geen Centraal Examen afgenomen. Staatsexamenkandidaten hoefden hierdoor alleen het college-examen te doen. Ook kregen zij extra mogelijkheden om te herkansen.[1]